# Henri Fréville
Pour les articles homonymes, voir Fréville.
Henri Fréville, né le 4 décembre 1905 à Norrent-Fontes (Pas-de-Calais) et mort le 15 juin 1987 à Rennes (Ille-et-Vilaine), est un professeur d'histoire, résistant, homme politique et écrivain français.
Député puis sénateur d'Ille-et-Vilaine, il fut maire de Rennes pendant près de vingt-cinq ans, de 1953 à 1977.

## Biographie
Il fut professeur agrégé d'histoire au lycée de garçons de Rennes à partir de 1932. Il enseigna de 1949 à 1971 l'histoire moderne à la faculté de lettres de Rennes (devenue l'université Rennes II). Il fonda par ailleurs l'Institut armoricain de recherches historiques. Il reçoit le grand prix Gobert de l'Académie française en 1955.
À la Libération, il fut  le délégué régional à l’Information pour la Bretagne de Victor Le Gorgeu, commissaire régional de la République pour les quatre départements bretons. Il fut  le président de la commission de re-parution des titres de presse, en charge de l'épuration des titres collaborationnistes.
Il fut maire (MRP) de Rennes de 1953 à 1977, président du conseil général d'Ille-et-Vilaine de 1966 à 1976, député de la 1re circonscription d'Ille-et-Vilaine de 1958 à 1968, sénateur d'Ille-et-Vilaine de 1971 à 1980. Il fut la cible d'un attentat du FLB, le 26 août 1975.
Auteur de nombreux ouvrages d'histoire, il étudia notamment le comportement des nationalistes bretons durant la Seconde Guerre mondiale, à partir de documents de l'administration militaire allemande, récupérés dans les locaux de l'hôtel Majestic à Paris, siège du haut commandement militaire allemand en France occupée.
Le 10 mai 1993, la ville de Rennes renomma l'avenue de Crimée en avenue Henri-Fréville. La station de métro de la ligne A qui s'y trouve porte également son nom, tout comme l'amphithéâtre A4 de l'université Rennes-II (campus de Villejean).
Époux d'Antoinette Fournier (1908-2000), il est le père d'Yves Fréville (né en 1934), professeur d'université et parlementaire.

## Distinctions
- Chevalier de la Légion d'honneur
- Officier de l'ordre des Palmes académiques

## Publications
- L'Intendance de Bretagne (1689-1790) : Essai sur l'histoire d'une intendance en Pays d'États au XVIIIe siècle, vol. I à III, Rennes (thèse), Plihon, 1953.
- Un acte de foi : trente ans au service de la Cité, Rennes, Éditions SEPES (OCLC 5616817), 1977.
- La presse bretonne dans la tourmente : 1940-1946, Paris, Plon, 1979.
- Archives secrètes de Bretagne, 1940-1944, Rennes, Ouest-France, 1985 (réimpr. 2004, 2008) (ISBN 978-2-7373-4453-4), édition revue et corrigée par Françoise Morvan